# Polypedates ranwellai
Polypedates ranwellai es una especie de anfibio anuro de la familia Rhacophoridae.

## Distribución geográfica
Esta especie es endémica de la provincia de Sabaragamuwa en Sri Lanka.

## Etimología
Esta especie lleva el nombre en honor a Sanjeewa Ranwella.

## Publicación original
- Wickramasinghe, Munindradasa & Fernando, 2012: A new species of Polypedates Tschudi (Amphibia, Anura, Rhacophoridae) from Sri Lanka. Zootaxa, n.º 3498, p. 63-80.[2]